# Theodor Lucke
Wilhelm Adolph Theodor Lucke (* 7. Oktober 1859 in Milow, Brandenburg; † im 20. Jahrhundert) war ein deutscher Landrat und Abgeordneter des Provinziallandtages der preußischen Provinz Hessen-Nassau.

## Leben
Theodor Lucke wurde als Sohn des Rittergutsbesitzers Carl Theodor Lucke und dessen Gemahlin Marie Elise Körber geboren. Nach dem Abitur absolvierte er ein Studium der Rechtswissenschaften und war 1882 als Gerichtsreferendar beim Kammergericht Berlin beschäftigt. Er wechselte in die Landesverwaltung und kam als Referendar zur Bezirksregierung Düsseldorf. Bevor er am 15. September 1897 zum kommissarischen Landrat des Kreises Hohensalza ernannt wurde, legte er verschiedene Stationen in der Steuerverwaltung Berlin sowie der Bezirksregierung Posen zurück. Vom 13. April 1898 bis September 1902 war er definitiv Landrat in Hohensalza. Er wechselte als Regierungsrat zur Bezirksregierung Kassel und kam  1917 zu einem Mandat im Kurhessischen Kommunallandtag des Regierungsbezirks Kassel, aus dessen Mitte er zum Abgeordneten des Provinziallandtages der Provinz Hessen-Nassau bestimmt wurde.